# Alberto Jara Franzoy
Alberto Jara Franzoy (ur. 27 lipca 1929 w Santiago, zm. 5 września 2019) – chilijski duchowny rzymskokatolicki, w latach 1982-2006 biskup Chillán.

## Życiorys
Święcenia kapłańskie przyjął 4 marca 1962. 30 kwietnia 1982 został prekonizowany biskupem Chillán. Sakrę biskupią otrzymał 6 czerwca 1982. 25 marca 2006 przeszedł na emeryturę.
Zmarł 5 września 2019.